# Ситтлер, Дэррил
Дэррил Глен Ситтлер (англ. Darryl Glen Sittler; род. 18 сентября 1950, Китченер, Онтарио) — канадский хоккеист, нападающий. В Национальной хоккейной лиге выступал с 1970-го по 1985-й года. Член зала хоккейной славы с 1985 года.

## Общая информация
В сезоне 1975/76 впервые в карьере набрал 100 очков (41+59) за сезон. Второй раз Ситтлеру это удалось в сезоне 1977/78: 117 очков (45+72) в 80 матчах. Это стало лучшим достижением для Ситтлера не только по очкам, но и по голам и передачам.
Всего провёл 11 сезонов в «Торонто Мейпл Лифс» (Ситтлер сам родом из Онтарио), после чего 30 января 1982 года был обменян в «Филадельфию». За 2,5 сезона набрал в «Флайерз» 178 очков в 191 матче. В последнем для себя сезоне 1984/85 выступал за «Ред Уингз».
7 февраля 1976 года в матче против «Бостон Брюинз» (11:4) установил действующий рекорд НХЛ по количеству очков в одном матче — 10 (6 голов и 4 передачи, заодно сделав 2 хет-трика: во 2-м периоде и натуральный хет-трик в 3-м). Это последний случай в истории НХЛ, когда хоккеист забросил более 5 шайб в одном матче. В НХЛ никто, кроме Ситтлера, не набирал даже 9 очков.
Всего в регулярных сезонах НХЛ сыграл 1096 матчей и набрал 1121 очко (484+637). В плей-офф сыграл 76 матчей и набрал 74 очка (29+45).
Обладатель Кубка Канады 1976 года; во втором матче финала со сборной ЧССР забросил в ворота Владимира Дзуриллы победную шайбу (счёт 5-4).
Младший брат Гэри Ситтлер (1952—2015) также был хоккеистом, но сыграл только пять матчей в ВХА в середине 1970-х. Сын Райан Ситтлер (род. 1974) был задрафтован «Филадельфией Флайерз» в 1992 году, но не сыграл ни одного матча в НХЛ, выступал за юниорскую сборную США на трёх чемпионатах мира (1992, 1993, 1994). Дочь Меган Ситтлер (род. 1976) выступала за сборную США по хоккею с шайбой.